# Кронин, Шон (актёр)
Шон Кронин (англ. Sean Cronin; род. 10 июля 1964, Лондон, Англия, Великобритания) — английский актёр, музыкант и фильммейкер.

## Биография и карьера
Родился 10 июля 1964 года в Лондоне. Его отец был ирландцем с валлийскими и испанскими корнями, а мать — англичанкой. Кроме того, в роду Кронина (по материнской линии) были итальянцы с Сицилии и, как рассказывает сам актёр, его прадед был конокрадом, перевозившим лошадей из Испании в Англию.
В 1986 году сформировалась готик-рок группа под названием The Marionettes, в которой Кронин выступал в качестве вокалиста. Группа некоторое время гастролировала вместе с Pearl Jam и Nirvana.
В начале своей актёрской карьеры Кронин появился в отрицательных ролях второго плана в фильмах «Мумия» и «Гарри Поттер и Тайная комната», впоследствии Шон играл в кино в основном злодеев. Также Кронин стал режиссёром и продюсером фильмов Give Them Wings (о парализованном писателе) и «Michael» (байопик о жизни британского боксёра Майкла Уотсона).

## Фильмография
| Год  |     | Русское название                         | Оригинальное название                     | Роль                           |
| ---- | --- | ---------------------------------------- | ----------------------------------------- | ------------------------------ |
| 1999 | ф   | Мумия                                    | The Mummy                                 | египетский верховный жрец      |
| 1999 | ф   | Ноттинг-Хилл                             | Notting Hill                              | прохожий                       |
| 1999 | ф   | Звёздные войны. Эпизод I: Скрытая угроза | Star Wars: Episode I - The Phantom Menace | охранник сената на Корусанте   |
| 1999 | ф   | И целого мира мало                       | The World Is Not Enough                   | подручный Ренарда              |
| 1999 | ф   | Сонная Лощина                            | Sleepy Hollow                             | узник                          |
| 1999 | с   | Джонатан Крик                            | Jonathan Creek                            | гость на вечеринке             |
| 2000 | с   | Десятое королевство                      | The 10th Kingdom                          | тюремный надзиратель           |
| 2000 | с   | Карты, деньги и два ствола 2             | Lock, Stock                               | мистер Скин                    |
| 2001 | ф   | Мумия возвращается                       | The Mummy Returns                         | египетский верховный жрец      |
| 2001 | ф   | В последний момент                       | The Last Minute                           | фрик                           |
| 2002 | ф   | Гарри Поттер и Тайная комната            | Harry Potter and the Chamber of Secrets   | волшебник (в титрах не указан) |
| 2008 | ф   |                                          | Will to Power                             | игрок в бейсбол #2             |
| 2009 | кор |                                          | Arm Candy                                 | «Злой Русский»                 |
| 2012 | ф   | Томпсоны                                 | The Thompsons                             | Сайрус                         |
| 2012 | ф   | Дом терпимости                           | The Seasoning House                       | Бранимар                       |
| 2013 | кор | Плата за проезд                          | Fare                                      | бойфренд                       |
| 2014 | ф   | Сливки Хакни                             | Hackney's Finest                          | Дельски                        |
| 2015 | ф   | Миссия невыполнима: Племя изгоев         | Mission: Impossible - Rogue Nation        | член Синдиката в маске         |
| 2016 | ф   | Убить Кейна                              | Kill Kane                                 | Кейн Киган                     |
| 2016 | ф   | Брат                                     | The Brother                               | Джейкоб                        |
| 2016 | ф   |                                          | Revolution: New Art for a New World       | сержант Берман                 |
| 2016 | ф   | Фантастические твари и где они обитают   | Fantastic Beasts and Where to Find Them   | преступник                     |
| 2017 | ф   | Мы до сих пор воруем по-старому          | We Still Steal the Old Way                | Куинн                          |
| 2017 | ф   | Ведьма                                   | Witch                                     | Деннис Винсент                 |
| 2018 | ф   | Холодный спуск                           | West of Hell                              |                                |